# Felsővadas
Felsővadas (más néven Felsővadicsó, szlovákul Horný Vadičov) község Szlovákiában, a Zsolnai kerületben, a Kiszucaújhelyi járásban.

## Fekvése
Zsolnától 11 km-re északkeletre fekszik.

## Története
A község területén már a korai bronzkorban éltek emberek, később a lausitzi kultúra népe telepedett itt meg. Ők a Ľadonhora nevű hegy tetején erődítményt is építettek.
A mai települést a 14. század második felében alapították, 1386-ban „Silva Vaditzov” néven említik először. 1419-ben „Wadycho”, 1504-ben „Felse Wadychow” néven említi oklevél. Földesurai a Rudiszky, Nedeczky és Záborszky családok voltak. 1598-ban 35 háztartás volt a községben. 1784-ben 138 házában 886 lakos élt.
A 18. század végén Vályi András így ír róla: „Alsó, és Felső Vadicsó. Tót faluk Trentsén Várm. földes Uraik több Uraságok, A. a’ Felsőnek filiája; határjaik középszerűek, legelőjök, fájok, és keresetre módgyok van.”
1828-ban 141 háza és 1142 lakosa volt. 1850-ben 1238-an lakták, akik főként mezőgazdasággal, drótozással, erdei munkákkal, állattartással foglalkoztak.
Fényes Elek 1851-ben kiadott geográfiai szótárában így ír a faluról: „Felső-Vadicsó, Trencsén m. tót falu, 1179 kath., 59 zsidó lak. Kath. paroch. templommal, mészégetéssel. F. u. többen. Ut. p. Zsolna.”
1913-ban Középvadast csatolták hozzá. A trianoni békéig Trencsén vármegye Kiszucaújhelyi járásához tartozott.

## Népessége
| Év:            | 1994. | 2004.   | 2014.   | 2024.   |
| -------------- | ----- | ------- | ------- | ------- |
| Emberek száma: | 1509  | 1557    | 1633    | 1723    |
| Eltérés:       |       | +3,18 % | +4,88 % | +5,51 % |

| Év:            | 2023. | 2024.   |
| -------------- | ----- | ------- |
| Emberek száma: | 1722  | 1723    |
| Eltérés:       |       | +0,05 % |

1900-ban Felsővadason 1114, Középvadason 125 szlovák anyanyelvű élt.
1910-ben 1259 lakosából 1225 szlovák és 17 magyar anyanyelvű volt.
2001-ben 1562 lakosából 1552 szlovák volt.
2011-ben 1581 lakosából 1540 szlovák volt.
2021-ben 1679 lakosából 1626 (+2) szlovák, 1-1 magyar és cigány, 8 (+1) egyéb és 43 ismeretlen nemzetiségű volt.

## Nevezetességei
- Szent Miklós püspök tiszteletére szentelt római katolikus temploma 1789-ben épült.
- Szűz Mária kápolnája 1929-ben készült.

## Külső hivatkozások
- Községinfó
- Felsővadas Szlovákia térképén
- A község kiszucai térség honlapján
- Felsővadas rövid története
- A Szent Miklós templomról Archiválva 2007. január 17-i dátummal a Wayback Machine-ben
- E-obce.sk

## Lásd még
- Középvadas